# Литинецкий, Леон
Леонид (Леон) Германович Литинецкий  (ивр. לאון ליטינצקי‎,
род. 2 августа 1967, Казань, Татарская АССР, сегодня Татарстан) — израильский политик, депутат Кнессета 17-го созыва от партии Авода и 19-го созыва от партии Наш дом Израиль.

## Биография
Леонид Литинецкий родился 2 августа 1967 года в семье врачей в Казани Татарской АССР, где и прошло его детство. В 1984-1990 годах учился в  Казанском государственном медицинском институте, но не окончил его, так как в 1991 году репатриировался в Израиль. С 1995 по 1997 год учился в колледже ОРТ в Кфар-Сабе, а в 1998 году поступил на магистратуру в Тель-Авивский университет.

### Трудовая и общественная деятельность

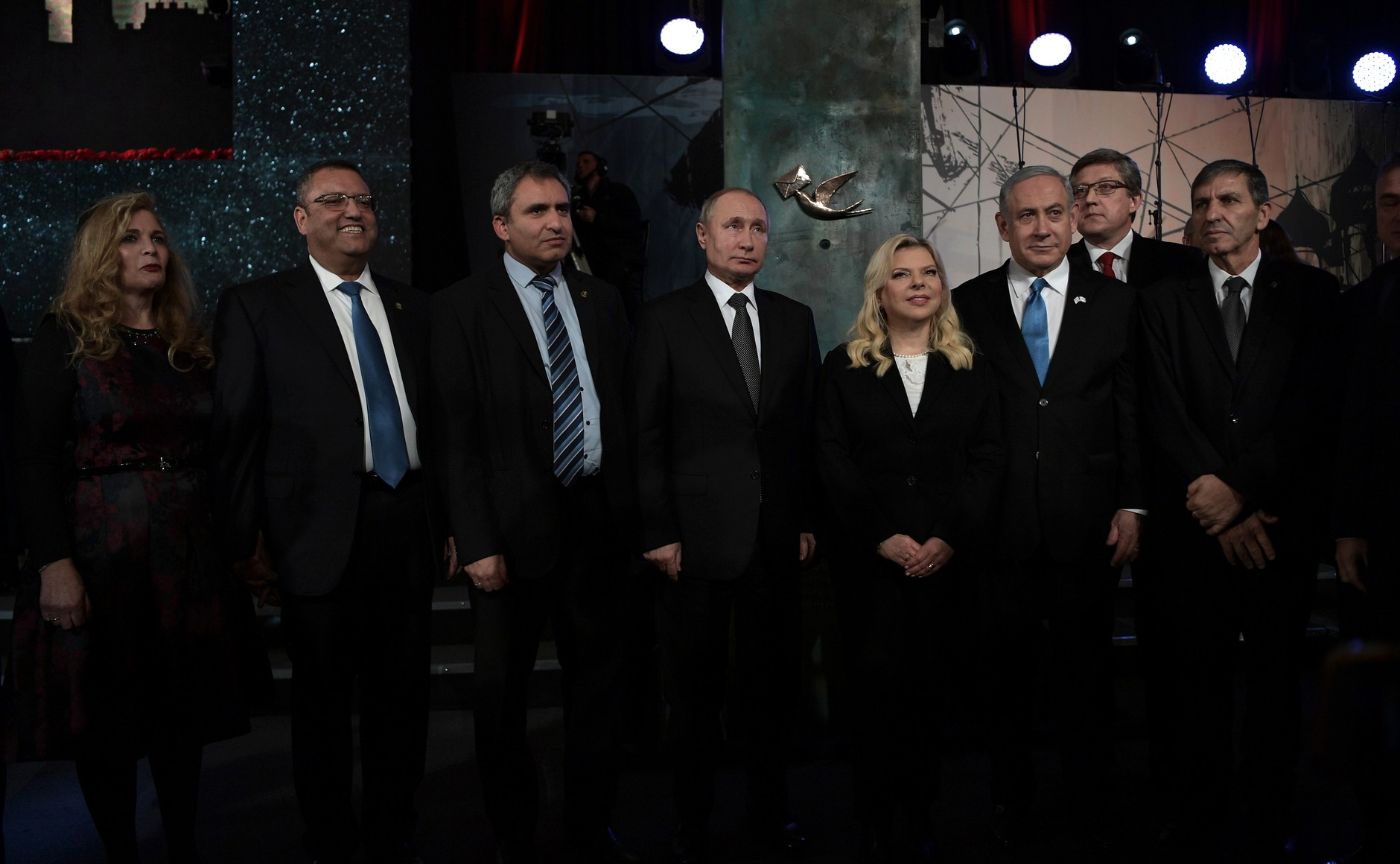
На церемонии открытия мемориала памяти жертв и героев блокады Ленинграда «Свеча памяти» 23 января 2020 года.

В 1991 году поступил на работу в Электрическую компанию Израиля, а в 1995 стал членом её рабочего комитета.
- 1999 – член выборного комитета рабочего профсоюза.
- 1999 – председатель Организации русскоязычных израильтян.
- 2000 – делегат Всемирного сионистского конгресса.
- 2001 – председатель кооперативного объединения «Шомер Исраэль».
- 2006 – директор отдела репатриантов Фонда Берла Каценельсона.
- 2006 – председатель организации репатриантов при партии Авода.
- 2007 – председатель организации репатриантов «Сионистский совет Израиля».
- 2008 – член правления «Сионистского совета Израиля».

С 2015 года и по настоящее время занимает должность официального представителя по связям с государственными и общественными организациями первого вице-президента Государственной электрической корпорации Израиля.
В 2017–2019 годах Леонид Литинецкий руководил инициированным им проектом по возведению в Иерусалиме обелиска «Свеча памяти» в память о евреях, погибших во время блокады Ленинграда  во время Второй мировой войны, а также в память о героических подвигах жителей и защитников Ленинграда – бойцов Красной Армии в блокаде, во время войны с фашистами. Открытие памятника состоялось 23 января 2020 года в парке Сакер в Иерусалиме в присутствии президента России Владимира Путина, премьер-министра Израиля Биньямина Нетаньяху и президента Израиля Реувена Ривлина.

### Карьера в партии и политике
Политическая карьера Леонида Литинецкого началась в начале 2000-х в рядах партии «Ам Ахад» созданной Амиром Перецом на основе фракции отделившейся от партии «Авода» в 1999 году. Леонид был на девятом месте в списке кандидатов этой партии на выборах в Кнессет 16-го созыва в 2003 году. Однако, партия получила всего три места в парламенте.
После объединения партии «Ам Ахад» в 2005 году с партией «Авода», Леонид Литинецкий назначается на 21 место в списке кандидатов на выборах в Кнессет 17-го созыва в 2006 году, однако партия, по результатам подсчёта голосов избирателей, получила лишь 19 парламентских мест.
Леонид Литинецкий входит в состав Кнессета 17-го созыва 2 июля 2008 года, сменив на посту депутата Дани Ятома принявшего решение оставить парламентскую деятельность и уйти из политики.
На выборах в Кнессет 18-го созыва в 2009 году Литинецкий находился на 18-м месте в списке кандидатов, но партия «Авода» получила лишь 13 мест в Кнессете.
В 2013 году на выборах в Кнессет 19-го созыва Леонид Литинецки баллотировался в объединенном списке партий «Ликуд — Наш дом Израиль», но вошёл в Кнессет лишь 5 ноября 2014 года благодаря отставке Гидеона Саара — депутата от «Ликуда» который накануне ушел из правительства и из Кнессета по собственному желанию.
На досрочные выборы в Кнессет 20-го созыва в 2015 году Леонид шёл кандидатом в депутаты в списке от партии «Наш дом Израиль». Партия получила 6 мест в Кнессете и Летинецкий в парламент не попал.
Во время переговоров о вхождении партии «Наш дом Израиль» в состав тридцать четвертого правительства Израиля в мае 2016 года, Литинецкий был членом переговорной группы и одним из авторов пенсионной реформы партии НДИ.
С 2021 года Леон Литинецкий является членом правления Всемирного еврейского конгресса в Израиле.

### В Кнессете
- Кнессет 17-го созыва:    2 июля 2008 года — 24 февраля 2009 года
- Кнессет 19-го созыва:    5 ноября 2014 года — 31 марта 2015 года

### Фракции
- Кнессет 17-го созыва: Авода – Меймад, Авода во главе с Эхудом Бараком
- Кнессет 19-го созыва: «Наш дом — Израиль»

### Деятельность в комиссиях
- Кнессет 17-го созыва
  - Член комиссии по экономике
- Кнессет 19-го созыва
  - Член комиссии по вопросам государственного контроля
  - Член комиссии по вопросам алии, абсорбции и диаспоры

## Награды
- :  Орден Дружбы (Россия). Награждён 21 августа 2020 года — За большой вклад в укрепление дружбы и гуманитарного сотрудничества между народами России и Израиля[11].

## Личная жизнь
Леонид Литинцкий живет в Кфар-Сабе. В браке с 1990 года, жена — Любовь Литинецкая, сын Рони (1991).